# باساراب پاندورو
باساراب پاندورو (رومانیایی: Basarab Panduru؛ زادهٔ ۱۱ ژوئیهٔ ۱۹۷۰) بازیکن سابق و مربی فوتبال اهل رومانی است.
از باشگاه‌هایی که در آن بازی کرده‌است می‌توان به باشگاه فوتبال سالگیروش، باشگاه فوتبال استوا بخارست، باشگاه ورزشی اینترناسیونال، باشگاه فوتبال پورتو، و باشگاه ورزشی بنفیکا اشاره کرد.
وی همچنین در تیم ملی فوتبال رومانی بازی کرده‌است.